# Gerald Sibon
Gerald Sibon (Emmen, 19 aprile 1974) è un ex calciatore olandese, di ruolo attaccante.

## Carriera

### Club
Gioca nel 1993/94 la sua prima stagione da professionista, con la maglia del Twente; avendo collezionato, però, solo 3 gettoni di presenza, decide di firmare per il VVV-Venlo, in Eerste Divisie. Dopo due soddisfacenti stagioni, con 34 reti, passa al Roda, impressionando con 13 gol al ritorno nella massima divisione olandese.
Sibon si trasferisce nel 1997 all'Ajax, ma le due stagioni trascorse qui non sono per niente positive, in quanto nel suo ruolo vi era la concorrenza di Wamberto, Shota Arveladze e Brian Laudrup, quasi sempre preferitigli. A causa di ciò, accetta, nel gennaio 1999, l'offerta dello Sheffield Wednesday: nello Yorkshire trova il connazionale Wim Jonk ed il belga Gilles de Bilde.
Trascorse quattro stagioni in Inghilterra, risultando il miglior marcatore della squadra per tre anni di fila. Ciò nonostante la sua avventura in Inghilterra è considerata deludente: l'attaccante olandese andava a una media pari a 1 gol ogni 4 partite e, nonostante avesse talento e avesse segnato 50 gol in tre anni con la maglia del Wednesday, la sua forte incostanza nell'offrire buone prestazioni portò a definire la sua avventura a Sheffield un fallimento: è trentaseiesimo nella classifica dei 50 peggiori attaccanti che abbiano mai giocato in Premier League.
Nel 2002 decide di accettare l'offerta dell'Heerenveen, tornando così in patria. In due stagioni, segna 19 gol in 38 presenze, prima di firmare per il PSV nel 2004: conquista il titolo nella stagione 2004/05, durante la quale ha dovuto convivere con attaccanti del calibro di Vennegoor of Hesselink e Robert de Pinho. Nel luglio 2006, firma per il Norimberga: dopo una stagione con più bassi che alti, con 10 presenze e 0 gol all'attivo, ritorna all'Heerenveen, realizzando 17 goal in 36 presenze nella stagione 2007/08.

### Nazionale
Ha fatto parte, come fuori quota, della spedizione olandese per le Olimpiadi di Pechino 2008.

## Palmarès
- Campionato olandese: 2

Ajax: 1997-1998
PSV Eindhoven: 2004-2005
- Coppa dei Paesi Bassi: 5

Roda JC: 1996-1997
Ajax: 1997-1998; 1998-1999
PSV Eindhoven: 2004-2005
Heerenveen: 2008-2009
- Coppa di Germania: 1

Norimberga: 2006-2007